# Бретнијер (Златна обала)
Бретнијер (фр. Bretenière) насеље је и општина у источном делу централне Француске у региону Бургоња, у департману Златна обала која припада префектури Дижон.
По подацима из 2011. године у општини је живело 758 становника, а густина насељености је износила 125,7 становника/km². Општина се простире на површини од 6,03 km². Налази се на средњој надморској висини од 208 метара (максималној 215 m, а минималној 206 m).

## Демографија
| 1962. | 1968. | 1975. | 1982. | 1990. | 1999. | 2011. |
| ----- | ----- | ----- | ----- | ----- | ----- | ----- |
| 338   | 436   | 446   | 513   | 675   | 776   | 758   |

График промене броја становника у току последњих година